# ピッフェロ

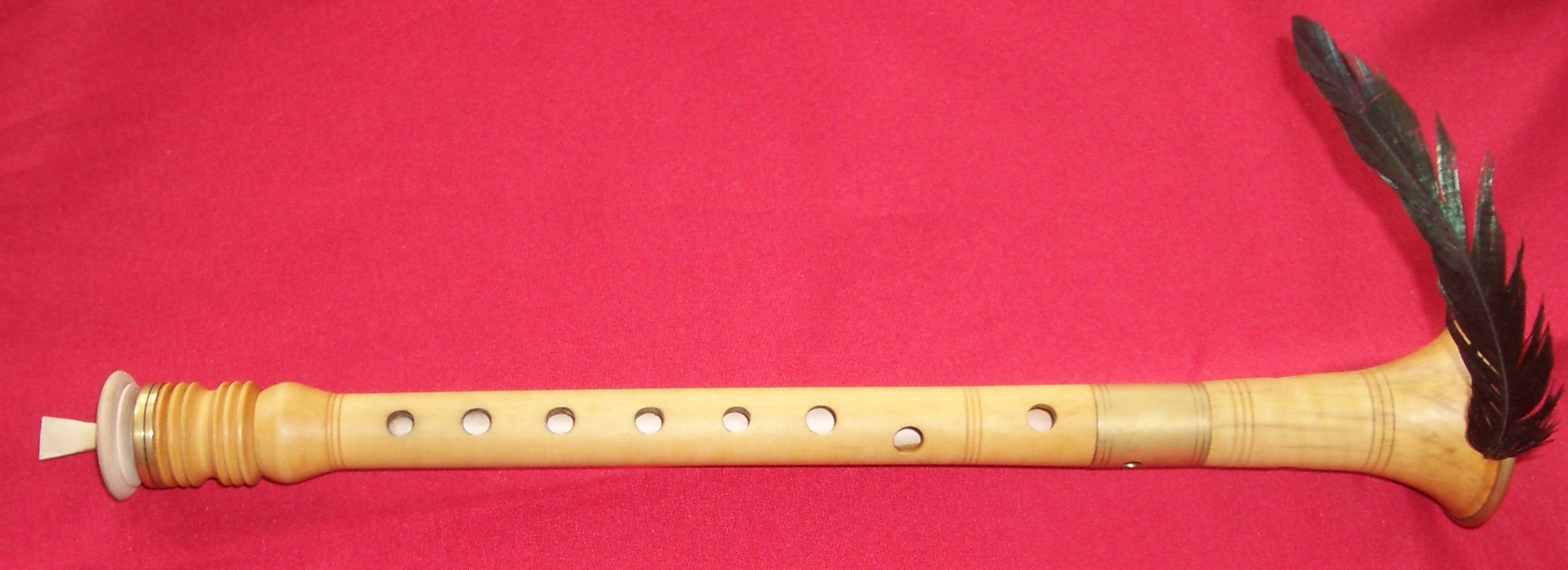
Piffero

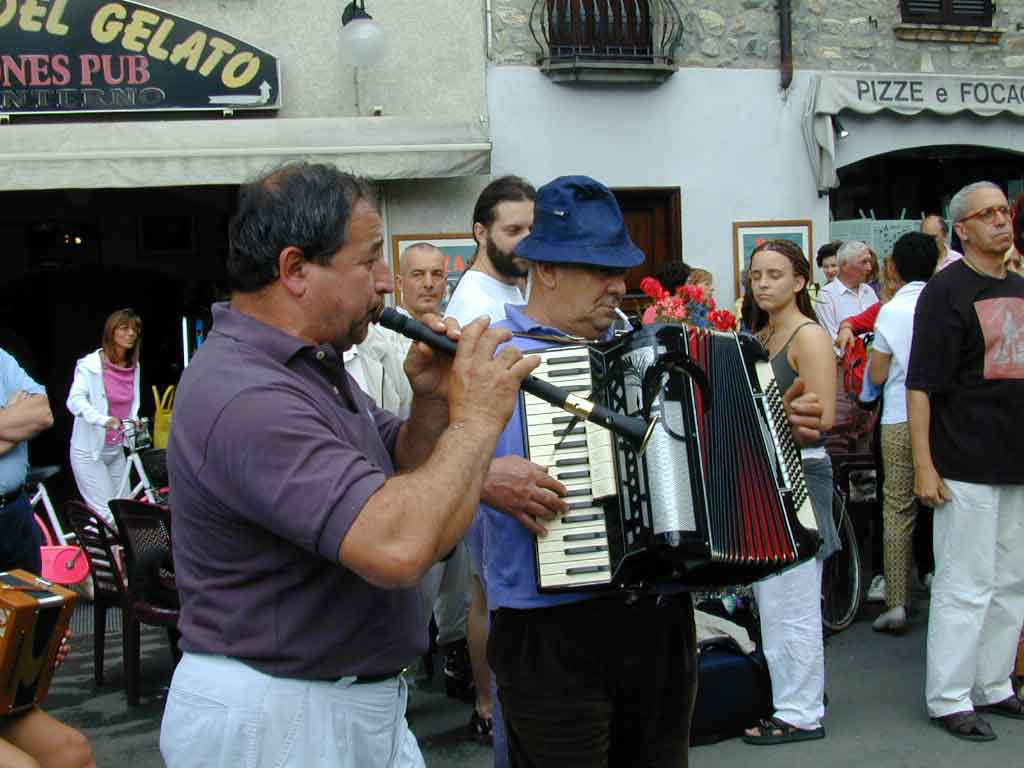
Ettore Losiniが演奏するピッフェロ。イタリア、エミリア＝ロマーニャ州ピアチェンツァ近郊のボッビオ

ピッフェロ（イタリア語: piffero）またはピッファロ（piffaro）は、円錐形で内部に空間のある、ダブルリードの楽器。オーボエ属である。

## 概要
ピッフェロはイタリア・アペニン山脈北西部の山や谷の地域、具体的にアレッサンドリア県、ジェノヴァ県、ピアチェンツァ県、パヴィーア県などquattro province（it:Quattro province）の伝統の中で、音楽の演奏に使われている。
ピッフェロは中世のショームの子孫で、ブルターニュ半島やコーンウォール地方で使われるボンバルデと同族である。高さはGに調節されている。
ピッフェロが用いるリードは、それ自体が「pirouette」の中に挿入された円錐形の黄銅の管の中に挿入されている。これは東洋や古代のオーボエと共通の構造で、イタリアでは珍しい。
ピッフェロは8つの穴が開けられている。そのうち1つは背面にあり、普通左手の親指で覆う。さらにベル（朝顔）の部分には雄鳥の尾の羽根がつけられている。これはリードを掃除する時に使うもので、演奏中は普通使われない。
ピッフェロには伝統的に、「müsa」または「müsa appenninica」（it:Müsa）と呼ばれるアペニン地方のバグパイプの伴奏がついている。20世紀初期になって、「müsa」は音楽家にとってより融通の利くアコーディオンに広く取って代わられた。しかし、20世紀末になるとバグパイプが復活し、今日ではバグパイプ、アコーディオンのどちらか、あるいは両方と一緒に演奏されるのが普通である。
「bifora」または「pifara」（en: bifora）と呼ばれるシチリアのもう少し大きな楽器は、ピッフェロと関係がある。

## 「ピッフェロ」の他の使われ方
「ピッフェロ」という語は時に、ショームの仲間の音を模倣するオルガンのストップの名前として使われることがある。一方で、横吹きの笛と似た響きをした「Voce Umana（人間の声）」（Vox Humana）と呼ばれることもある。
イタリア語のピッフェロはファイフ（en:Fife (musical instrument)）を指すこともあり、ミヒャエル・ハイドンの『交響曲 ハ長調 ペルガー番号10』では普通のフルートに加えてピフェッリ（pifferi）を指示している。